# Romestaing
Romestaing é uma comuna francesa na região administrativa da Nova Aquitânia, no departamento Lot-et-Garonne. Estende-se por uma área de 15,67 km². Em 2010 a comuna tinha 169 habitantes (densidade: 10,8 hab./km²).